# Troy Douglas
Troy Douglas, född den 30 november 1962, är en före detta friidrottare som först tävlade för Bermuda men från 1998 för Nederländerna.
Douglas blev silvermedaljör vid VM inomhus 1995 på 200 meter. Vid inomhus VM 1997 slutade han fyra på samma distans. 1999 åkte han fast för dopning och stängdes av i två år. Han var tillbaka till 2001 då han deltog vid VM i Edmonton där han blev utslagen i semifinalen. Vid EM 2002 var han i final på 200 meter och slutade på en sjunde plats på tiden 20,73. Han tävlade även på 100 meter där han blev utslagen i semifinalen. 
Vid VM 2003 blev han utslagen i kvartsfinalen på 200 meter. Vid samma mästerskap var han tillsammans med Timothy Beck, Patrick van Balkom och Caimin Douglas med i det nederländska stafettlag på 4 x 100 meter som blev bronsmedaljörer. Samma lag var även med vid Olympiska sommarspelen 2004 men växlade bort sig i försöken och tog sig inte vidare till finalen.

## Personliga rekord
- 60 meter - 6,70
- 100 meter - 10,19
- 200 meter - 20,19
- 400 meter - 45,26